# Ave Maria
L'Ave Maria (in latino anche salutatio angelica; in italiano anche con grafia univerbata avemaria o, con raddoppiamento fonosintattico, avemmaria) è sia un'antifona sia una delle più diffuse preghiere mariane della Chiesa cattolica occidentale.

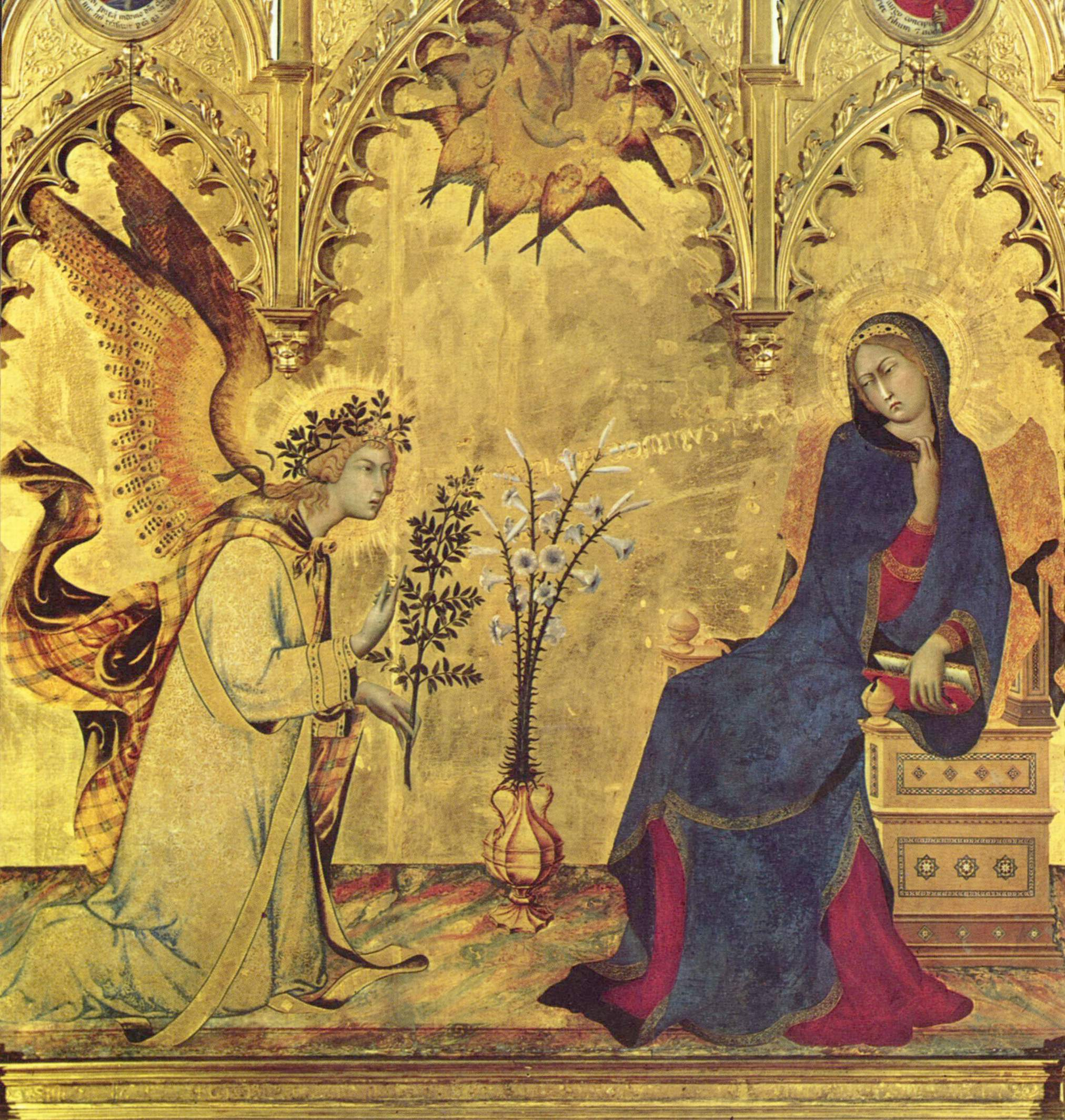
L'Annunciazione di Simone Martini. Dalla bocca dell'angelo fuoriesce la scritta in caratteri dorati con la salutazione angelica.

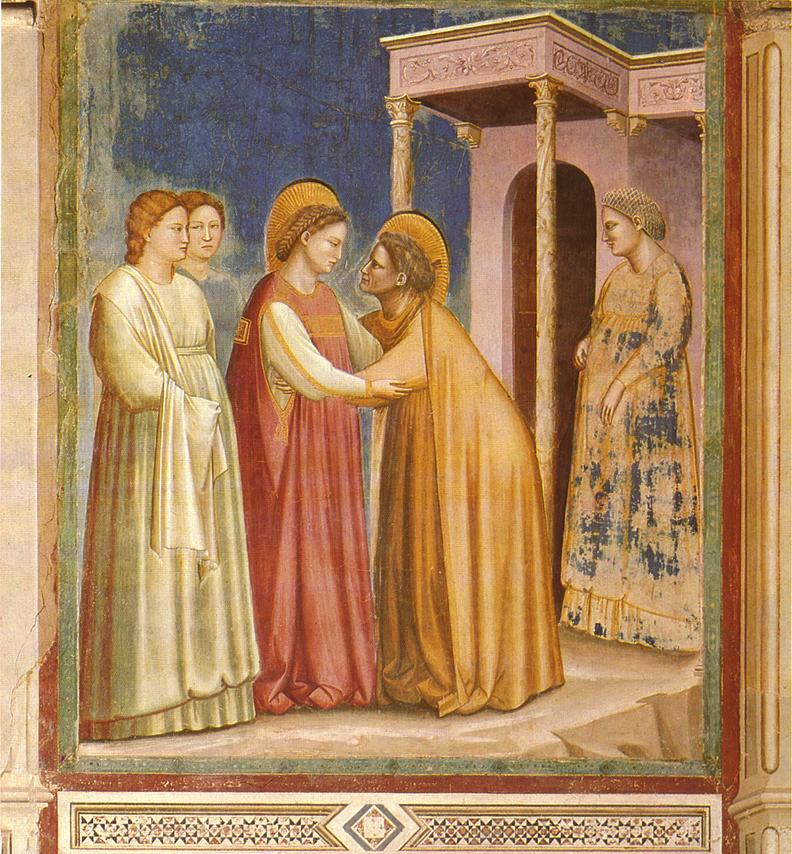
Giotto, la Visitazione: incontro di Elisabetta e Maria. Cappella degli Scrovegni, Padova.

Il testo originale latino è il seguente:
Ave Maria, gratia plena,

Dominus tecum,

benedicta tu in mulieribus,

et benedictus fructus ventris tui, Iesus.

Sancta Maria, mater Dei,

ora pro nobis peccatoribus, nunc et in hora mortis nostrae.

Amen.

## Il saluto dell'Arcangelo Gabriele a Maria
Il saluto tradizionale ebraico Shalom: "pace", che con verbo o complementi sottintesi diviene "pace a Voi!", "la pace sia con Te!".
Il testo originale, scritto in greco (Luca 1,28 e 1,42), lo rende con l'imperativo presente khàire ("rallegrati"). Ad esempio, in inglese sono ammesse e usate due traduzioni della parola iniziale: "Salute" (inglese Hail) che riflette la traduzione latina, e "Rallegrati" (Rejoice) che rende l'originale greco.
La parola χαῖρε, khàire, ricompare nella Notte Santa fra le parole dell’angelo, che dice ai pastori: «Vi annuncio una grande gioia» (2,10). Ricompare – in Giovanni – in occasione dell’incontro con il Risorto: «I discepoli gioirono al vedere il Signore» (20,20).
Nel greco classico e della koinè, gioia e grazia (chará e cháris, in italiano carità) sono due parole che condividono la medesima radice. Questo era il comune modo di salutare fra i greci della koinè, e continua ad esserlo anche nel greco moderno.
La preghiera comprende due passaggi del Vangelo di Luca: "Ave, il Signore è con te", e "Benedetta tu sei tra le donne [Questa prima parte non si trova in vari fra i migliori manoscritti, compreso B, ma si trova in bocca ad Elisabetta in Luca 1:42. Anche la versione CEI non la contempla.] e Benedetto è il frutto del tuo grembo", nonché "piena di grazia" dal Giovanni 1,14 (che, però, in Giovanni è riferito a Gesù, Parola piena di grazia, e che, nel caso di Maria, sarebbe meglio tradurre con "Gratia cumulata," piuttosto che con "Gratia plena." Farrar (C. G. T.) e Bengel). A metà del XIII secolo l'Europa occidentale la preghiera consisteva solo di queste parole con la sola aggiunta del nome "Maria" dopo la parola "grazia", come è evidente dal commento di San Tommaso d'Aquino per tale preghiera.
La parola κεχαριτωμένη, (kecharitōménē), qui tradotta come "piena di grazia", ammette di varie traduzioni. Grammaticalmente, la parola è il participio perfetto passivo femminile del verbo χαριτόω, charitóō, che significa "mostrare, o elargire, grazia" e qui, nella voce passiva, "essere mostrato, o elargito, nella grazia".

Questo verbo appare anche nel resoconto dell'Annunciazione contenuta nell'apocrifo Vangelo dello pseudo-Matteo, al capitolo 9.

### Paragone col profeta Sofonia
Alcuni teologi esaminarono con una sinossi dei testi il nesso del saluto col Verbo del profeta Sofonia 3,14-17 (in ebraico) che suona così: «Rallégrati, figlia di Sion, grida di gioia, Israele! […] Il Signore, tuo Dio, è con [in mezzo a] te» (Stanislas Lyonnet e René Laurentin).
L'espressione ultima di Sofonia è di contro ripresa dall'ebraico al greco, nel messaggio di Gabriele a Maria: «Concepirai nel grembo» (Luca 1,31).
Sofonia riprende a sua volta, ovvero troviamo simili parole nel Libro dell'Esodo, che descrivono il dimorare di Dio nell’arca dell’alleanza come un dimorare «nel grembo di Israele» (cfr. Esodo 33,3; 34,9; cfr. Laurentin, Structure et Théologie, pp. 64–71).
Maria appare come la figlia di Sion in persona. Le promesse riguardanti Sion si adempiono in lei in modo inaspettato. Maria diventa l’arca dell’alleanza, il luogo di una vera inabitazione del Signore.

## Suddivisione e storia

### Suddivisione del testo
Essa consta di tre parti distinte:
- Il vero e proprio saluto dell'angelo: Ti saluto (vedi oltre), piena di grazia, il Signore è con te, così come lo riporta Luca 1,28[15].
- Il saluto di Elisabetta: Benedetta tu fra le donne e benedetto il frutto del tuo grembo (Luca 1,42[16]).
- L'aggiunta di una intercessione: Santa Maria, Madre di Dio, prega per noi peccatori, adesso e nell'ora della nostra morte.

### Storia
L'uso liturgico della prima parte dell'Ave Maria è attestato dal IV secolo.
Un papiro del IV secolo trovato in Egitto nel 1917 dallo studioso inglese James Rendel Harris (1852-1941) contiene il testo dell'invocazione Sub tuum praesidium, nucleo primitivo dell'Ave Maria. Tale documento è denominato Papyrus Rylands 470 ed è conservato presso la John Rylands University Library di Manchester. Il testo costituisce la redazione primitiva della preghiera alla Vergine, che dall'Egitto si diffonderà attraverso le due formule successive: l'orientale (bizantino-ambrosiana) , e l'occidentale (alessandrino-romana). In latino la traduzione letterale è la seguente: 
(Prima dell'Ave Maria. BBC History Italia, aprile 2012, pagg. 40-42)

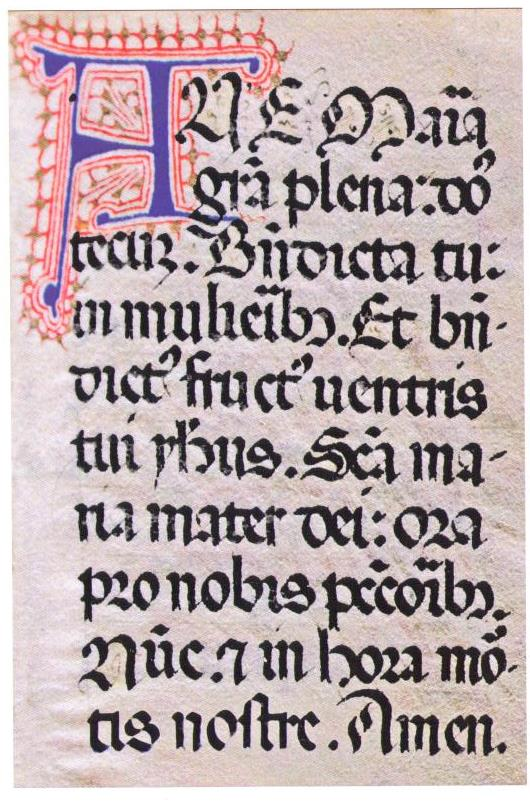
Testo Ave Maria nel libretto del beato Antonio da Stroncone.

La seconda parte con l'invocazione, in varie forme, è attestata a partire dal XIV e XV secolo in Italia; il più antico testimone della formulazione completa dell'Ave Maria si trova nel libro di preghiere del francescano Antonio da Stroncone (1381-1461); il Catechismo del Concilio di Trento dice che questa parte è stata composta dalla Chiesa stessa.
Il teologo e sacerdote cattolico Raymond Brown - in merito alla seconda parte, con il saluto di Elisabetta - osserva che "dopo questa frase [«il Signore è con te»] i Codici Alessandrino, Bezae e molte delle versioni, incluso il latino, aggiungono: «Benedetta sei tra le donne». Questo è quasi certamente un prestito dal versetto 1:42, ma ha influenzato la preghiera «Ave Maria»".
Sembra sia stata adottata in questa forma dall'Ordine dei Mercedari nel 1514, e sarebbe stata ratificata dal papa in occasione della Battaglia di Lepanto (1571).
L'Ave Maria venne introdotta come antifona nel breviario romano di Pio V per la festa dell'annunciazione nel 1568.

### Traduzione italiana attuale
Ave Maria, piena di grazia,

il Signore è con te.

Tu sei benedetta fra le donne

e benedetto è il frutto del tuo seno, Gesù.

Santa Maria, Madre di Dio,

prega per noi peccatori,

adesso e nell'ora della nostra morte.

Amen.

### Traduzione poetica
Ave, pura Verginella, 

Del Signor tuo fida ancella, 

Fra le donne, oh benedetta! 

Ogni grazia in te s’alletta; 

Benedetto il frutto santo, 

Che in te prese mortal manto 

Santa Vergine Maria, 

A noi volgi il guardo, o pia; 

Prega Dio per noi, che siamo 

Della rea stirpe d’Adamo, 

E nell’ora della morte 

Tu dal Ciel n’apri le porte

### Versione CEI 2008
Nella versione della Bibbia CEI 2008, su cui si basa il nuovo lezionario in lingua italiana, presentato il 12 novembre 2007, l'incipit del passo evangelico è reso con Rallegrati Maria. La nuova traduzione, usata a partire dalla prima domenica di Avvento 2007, è divenuta obbligatoria nel 2010.
Tuttavia la nuova traduzione riguarda il passo evangelico, non la preghiera, che continua a essere recitata con la formula Ave Maria, ormai entrata nella tradizione cattolica.
La traduzione CEI del 2008 rende il latino fructus ventris tui  con frutto del tuo grembo (che in italiano è parola riferibile soltanto a una femmina partoriente), laddove il termine latino ha vari significati estesi (seno, ventre, seno maschile-pettorale, stomaco, basso intestino).
Parimenti, il latino gratia plena, che rende il greco evangelico kekharitomène (Luca 1:28), era tradotto letteralmente con colmata di grazia.
Alcune traduzioni in lingua straniera rispettano questo uso: spagnolo vientre (pancia, grembo), inglese womb (grembo, con stessa radice etimologica),

## Testo greco, e ricostruzione in aramaico
| Testo                            | Traslitterazione                            |
| -------------------------------- | ------------------------------------------- |
| ܫܠܳܡ ܠܶܟ̣ܝ̱ ܒܬ̣ܽܘܠܬܳܐ ܡܰܪܝܰܡ ܡܰܠܝܰܬ̣ ܛܰܝܒܽܘܬ̣ܳܐ.‎ | Shlom lekh bthulto Maryam malyath taybutho, |
| ܡܳܪܰܢ ܥܰܡܶܟ̣ܝ̱.‎                        | moran 'amekh.                               |
| ܡܒܰܪܰܟ̣ܬܳܐ ܐܰܢ̱ܬܝ̱ ܒܢܶܫ̈ܶܐ.‎                | Mbarakhto at bneshe.                        |
| ܘܰܡܒܰܪܰܟ ܗ̱ܽܘ ܦܺܐܪܳܐ ܕܰܒܟܰܪܣܶܟ̣ܝ̱. ܡܳܪܰܢ ܝܶܫܽܘܥ.‎ | Wambarakhu firo dabkarsekh moran Yeshu'.    |
| ܐܳܘ ܩܰܕܺܝܫܬܳܐ ܡܰܪܝܰܡ ܝܳܠܕܰܬ̣ ܐܰܠܗܳܐ.‎        | O qadishto Maryam yoldath Aloho.            |
| ܨܰܠܳܝ ܚܠܳܦܰܝܢ ܚܰܛܳܝ̈ܶܐ.‎                  | Saloy hlofayn hatoye,                       |
| ܗܳܫܳܐ ܘܰܒܫܳܥܰܬ ܘܡܰܘܬܰܢ‎                  | hosho wabsho'at u mawtan.                   |
| ܐܰܡܺܝܢ܀‎                            | Amin.                                       |

| Testo originale                                     | Trascrizione                                         |
| --------------------------------------------------- | ---------------------------------------------------- |
| Χαῖρε, Μαρία, κεχαριτωμένη                          | Khàire, Maríā, kekharitōmènē                         |
| ὁ Κύριος μετὰ Σοῦ,                                  | ho Kǘrios metà Sū,                                   |
| εὐλογημένη Σὺ ἐν γυναιξίν,                          | euloghēmènē Sỳ en gynaixín,                          |
| καὶ εὐλογημένος ὁ καρπὸς τῆς κοιλίας Σου, ὁ Ἰησοῦς. | kài euloghēmènos ho karpòs tḕs koilíās Sū, ho Iēsūs. |
| Ἁγία Μαρία, Θεοτόκε,                                | Haghíā Maríā, Theotòke,                              |
| πρέσβευε ὑπὲρ ἡμῶν τῶν ἁμαρτωλῶν,                   | prèsbeue hypèr hēmṑn tṑn hamartōlṑn,                 |
| νῦν καὶ ἐν τῇ ὥρᾳ τοῦ θανάτου ἡμῶν.                 | nŷn kài en tḕ hṑrā tū thanátū hēmṑn                  |
| Ἀμήν                                                | Amḕn                                                 |

## L'Ave Maria nella devozione del Santo Rosario
L'Ave Maria è ripetuta più volte nella recita del Santo Rosario, una preghiera completa che riporta in sintesi tutta la storia della salvezza cristiana meditando i misteri della vita di Gesù e Maria. In molte apparizioni (notevolmente a Lourdes, Fatima) Maria invita a recitare il Rosario. come protezione contro il male, per portarci alla vera pace, per ottenere grandi grazie per sé e per gli altri. La parola "rosario" significa "corona di rose": l'idea è che ogni volta che si dice una Ave Maria è infatti come se si donasse a Maria una rosa, componendo così una corona di rose con un rosario completo. Suor Lucia di Fatima ha affermato che "per il potere che il Padre ha dato, in questi ultimi tempi, al Rosario, non c'è problema personale, né familiare, né nazionale, né internazionale, che non si possa risolvere con il Rosario" mentre per San Vincenzo de' Paoli la devozione al Rosario "con le sue Ave Maria compie più miracoli di ogni altra preghiera".
Poiché Maria è colmata della grazia dello Spirito Santo Dio e il Signore Dio è con lei, la sua invocazione ed intercessione (iperdulia) è considerata un potente esorcismo contro Satana e i suoi angeli apostati, i suoi umani ministri e servitori, il peccato e il momento della morte, e ogni male dell'anima e del corpo, ad essi consequenziali. 

Le affermazioni sono tutte al tempo presente, dal punto di vista teologico il presente del nunc stans (Dio trascendente, atemporale, immutabile ed eterno): Maria, infatti, restò sempre colmata di grazia e "nella mano" del Signore, poiché mai cadde nel peccato né perse mai la sua umiltà e fedele ubbedienza a Dio, conservando per sempre tale stato e merito anche dopo l'Assunzione al cielo in anima e corpo.

### Indulgenza
L'Enchiridion indulgentiarum del 2004 concede l'indulgenza parziale per tale preghiera.

## Tradizione ortodossa
Nella Chiesa ortodossa e nelle Chiese cattoliche orientali, l'Ave Maria è stata tramandata nella seguente forma:

## Tradizione anglicana
Gli Anglicani pronunciano l'Ave Maria in modo molto simile ai cattolici, incluso il Santo Rosario e l'Angelus. Numerose chiese anglicane conservano statue devozionali in onore di Maria Vergine.

## Tradizione luterana
Martin Lutero riteneva che Maria dovesse essere trattata col massimo onore. Tuttavia, il luteranesimo è contrario alla venerazione di qualsiasi santo.
In coerenza con questo articolo di fede, Lutero volle che fosse pronunciata in onore di Maria, Vergine Madre di Dio, soltanto la prima parte della preghiera (Ave Maria, colmata di grazia, il Signore è con te. Tu sei benedetta fra le donne, e benedetto è il frutto del Tuo grembo, Gesù), omettendo la seconda parte che, nella richiesta di una preghiera di intercessione presso Dio, accoglierebbe quella che è ritenuta una prerogativa del culto dei Santi.
Rispetto alla tradizione della Chiesa cattolica le comunità protestanti differiscono in generale per il culto dei Santi, e nello specifico non riconoscono i titoli mariani, poiché i protestanti non hanno i dogmi dell'Immacolata Concezione e dell'Assunzione di Maria, che caratterizzano il culto mariano cattolico.

## L'Ave Maria nella musica

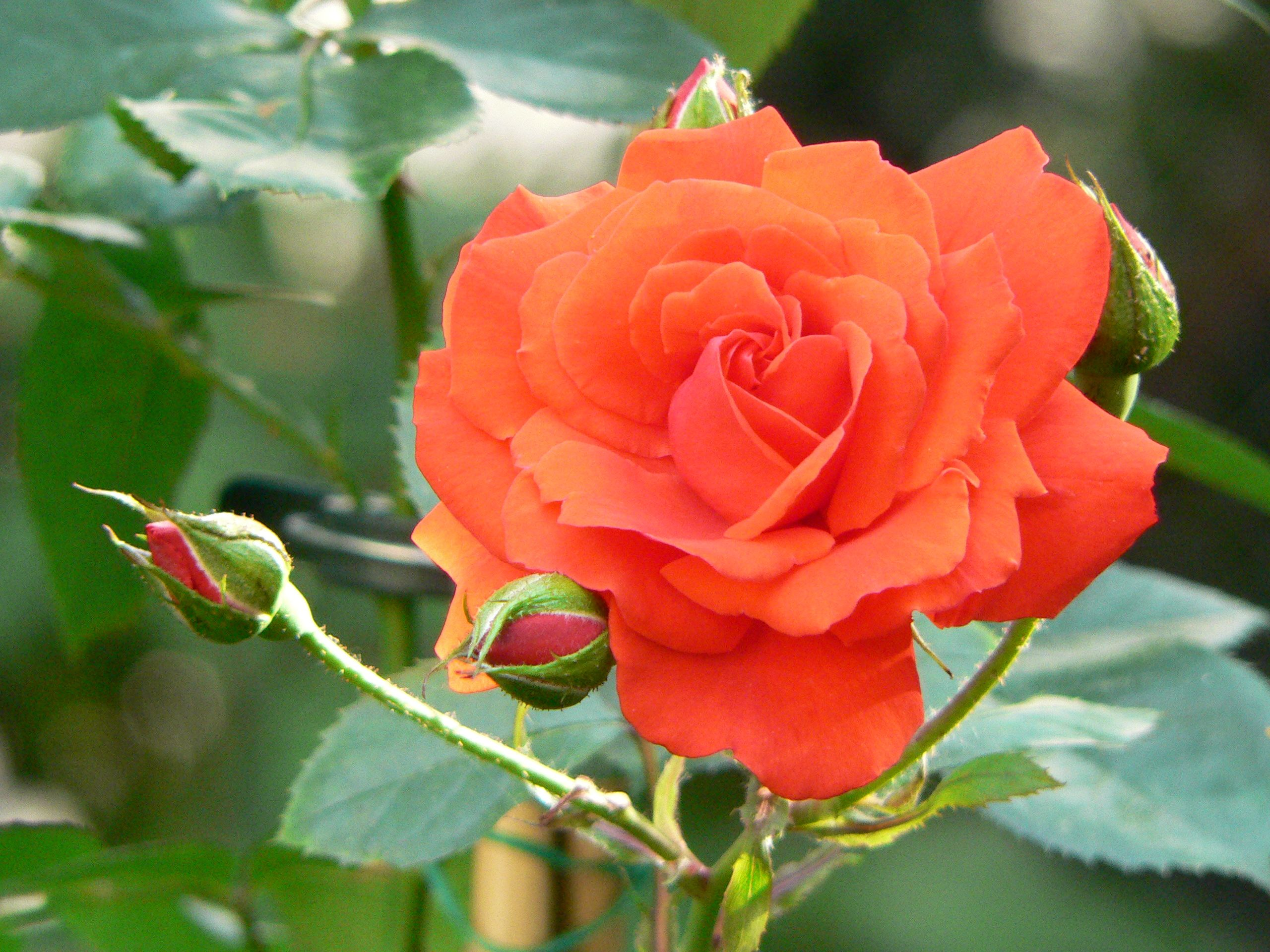
Rosa 'Ave Maria' (Kordes, 1981)

L'antifona fu spesso musicata (con notevoli varianti nell'ultima parte del testo) sia come mottetto polifonico nel periodo rinascimentale (Palestrina, Victoria, Josquin Desprez - quella attribuita a Giulio Caccini è in realtà stata composta da Vladimir Vavilov intorno al 1970. Risale invece probabilmente alla prima metà del XIX secolo il celeberrimo mottetto Ave Maria, tradizionalmente attribuito al compositore franco-fiammingo Jacques Arcadelt - che morì nel 1568 - edito per la prima volta nel 1842 (si tratterebbe di un'elaborazione, operata da Pierre-Louis Dietsch, partendo dalla chanson a tre voci Nous voyons que les hommes di Arcadelt, edita nel 1554). Schubert compose un Lied, Ellens Gesang III: Hymne an die Jungfrau, come parte di un ciclo di sette tratti da un poema di Walter Scott, in cui la protagonista invoca la Vergine Maria: questa melodia divenne poi famosa con il testo latino dell'Ave Maria. Celebre è anche l'Ave Maria di Charles Gounod, scritta sulla base del I preludio del Clavicembalo ben temperato di Bach. Fra gli altri compositori si ricordano Franz Liszt, Jacques Offenbach (probabilmente 1865), Giuseppe Verdi, Anton Bruckner, Gioachino Rossini che ne compose anche una su due sole note, Saverio Mercadante, Giacomo Puccini e Lorenzo Perosi.
Con il titolo di Bogoroditse Dievo Radusya è stata messa in musica da Rachmaninov e da Igor' Fëdorovič Stravinskij.
Celebre è l'esecuzione della soprano neozelandese Frances Alda, accompagnata da Mischa Elman al violino e da Frank La Forge al pianoforte nell'anno 1915 ed incisa su dischi Victrola.
Numerose sono anche le produzioni contemporanee di autori come Javier Busto, Urmas Sisask, Arvo Pärt, Mylène Farmer, Bruno Pasut, Mario Merola e altri.
Vi è pure una versione dance fatta dal disc jockey Gigi D'Agostino.